# XIIIe congrès du Parti populaire
Le XIIIe congrès du Parti populaire (en espagnol : XIII Congreso Nacional del Partido Popular) est un congrès du Parti populaire (PP) espagnol, organisé du 29 au 31 janvier 1999 à Madrid, afin d'élire le comité exécutif et d'adopter les motions politiques et les nouveaux statuts.
José María Aznar, président du PP depuis 1990, est largement réélu pour un quatrième mandat. Il nomme Javier Arenas secrétaire général, en remplacement du titulaire de ce poste depuis 1989, Francisco Álvarez-Cascos.

## Comité d'organisation
Au cours de sa réunion du 11 novembre 1998, le comité directeur national approuve la composition du comité d'organisation du congrès. Il est présidé par le sénateur Pío García-Escudero, la vice-présidence revenant à l'adjointe au maire de Madrid Mercedes de la Merced tandis qu'Eugenio Nasarre (es) prend le rôle de coordonnateur des motions.

## Candidat à la présidence
| Candidat | Candidat | Candidat                  | Fonction politique récente                                            |
| -------- | -------- | ------------------------- | --------------------------------------------------------------------- |
|          |          | José María Aznar (45 ans) | Président du gouvernement (depuis 1996) Président du PP (depuis 1990) |

## Déroulement
Le congrès est convoqué les 29, 30 et 31 janvier 1999.
Six motions sont débattues au cours du congrès, rédigées par autant de groupes de travail :
- Motion politique, coordonnée par José María Aznar ;
- Motion « L'Espagne dans un monde global », coordonnée par Rodrigo Rato ;
- Motion « L'Espagne des opportunités », coordonnée par Eduardo Zaplana ;
- Motion « L'Espagne des libertés », coordonnée par Luisa Fernanda Rudi ;
- Motion « L'Espagne plurielle. Un projet d'avenir en commun », coordonnée par Javier Arenas ;
- Motion statutaire, coordonnée par Ángel Acebes.

À l'inverse des précédents congrès, il n'y a donc pas uniquement deux motions, une statutaire et une d'orientation politique, cette dernière revenant au secrétaire général.
Disant poursuivre l'objectif de renforcer le Parti populaire comme « le parti capable de rassembler les idées centristes et réformistes à l'aube du XXIe siècle », José María Aznar place comme coordonnateur des différentes motions des personnalités perçues comme centristes, issues de feue l'Union du centre démocratique (UCD) ou de l'aile modérée de l'ancienne Alliance populaire (AP),.
Lors du vote sur les motions, toutes sont adoptées à l'unanimité, sauf « L'Espagne dans un monde global » et celle relative aux statuts, qui reçoivent chacune un vote défavorable. Le vice-secrétaire général Rodrigo Rato fait alors remarquer que cette unique opposition au texte qu'il a coordonné est la preuve du pluralisme au sein du PP. Au deuxième jour du congrès, le ministre de l'Industrie et porte-parole du gouvernement Josep Piqué annonce avoir adhéré au PP deux jours plus tôt, avec les parrainages de José María Aznar et Javier Arenas.

## Résultats
Le 26 janvier, José María Aznar est réélu président du PP : sa liste pour le comité exécutif national reçoit le soutien de 99,26 % des suffrages exprimés.

### Élection du comité exécutif national
| Candidat        | Candidat         | Voix  | %     |
| --------------- | ---------------- | ----- | ----- |
|                 | José María Aznar | 2 294 | 99,26 |
|                 | Votes blancs     | 17    | 0,74  |
|                 |                  |       |       |
| Votes valides   | Votes valides    | 2 311 | 99,70 |
| Votes invalides | Votes invalides  | 7     | 0,30  |
| Total           | Total            | 2 318 | 100   |

### Composition du comité exécutif
À la suite de sa victoire, José María Aznar annonce le nom des membres qu'il a choisi pour entrer dans la direction nationale du parti, le nom de son secrétaire général Javier Arenas ayant été publiquement annoncé deux semaines avant la réunion des délégués en congrès.
| Comité exécutif national                               | Comité exécutif national        |
| ------------------------------------------------------ | ------------------------------- |
| Président fondateur                                    | Manuel Fraga                    |
| Président                                              | José María Aznar                |
| Secrétaire général                                     | Javier Arenas                   |
| Vice-secrétaire général                                | Rodrigo Rato                    |
| Vice-secrétaire général                                | Mariano Rajoy                   |
| Vice-secrétaire général                                | Jaime Mayor Oreja               |
| Coordonnateur à l'Organisation                         | Pío García-Escudero             |
| Coordonnateur à la Participation et à l'Action sociale | Ana Mato                        |
| Coordonnateur à la Formation                           | Mercedes de la Merced           |
| Coordonnateur à la Communication                       | Rafael Hernando                 |
| Secrétaire à la Politique des communautés autonomes    | Esteban González Pons           |
| Secrétaire à la Politique locale                       | Mercedes Fernández (es)         |
| Secrétaire à l'Organisation                            | Juan Carlos Vera                |
| Secrétaire à la Politique électorale                   | Jesús Sepúlveda                 |
| Secrétaire aux Affaires sociales                       | Ángeles Muñoz                   |
| Secrétaire à l'Action sectorielle                      | Julio Sánchez                   |
| Secrétaire aux Analyses et à la Documentation          | Guillermo Gortázar              |
| Secrétaire à la Formation                              | José Antonio Bermúdez de Castro |
| Secrétaire aux Études et aux Programmes                | Enrique Fernández-Miranda       |
| Président du comité électoral                          | Ángel Acebes                    |
| Président du comité des droits et des garanties        | José Manuel Romay               |
| Responsable des relations internationales              | José María Robles Fraga (es)    |
| Membre                                                 | José Luis Álvarez               |
| Membre                                                 | Juan Carlos Aparicio            |
| Membre                                                 | Francisco Álvarez-Cascos        |
| Membre                                                 | José María Álvarez del Manzano  |
| Membre                                                 | Carlos Aragonés                 |
| Membre                                                 | Rafael Arias-Salgado            |
| Membre                                                 | Rita Barberá                    |
| Membre                                                 | Soledad Becerril                |
| Membre                                                 | Gabriel Cisneros                |
| Membre                                                 | Miguel Ángel Cortés             |
| Membre                                                 | Xosé Cuíña (es)                 |
| Membre                                                 | Rosa Estaràs                    |
| Membre                                                 | Santiago Fisas                  |
| Membre                                                 | Josefa Luzardo (es)             |
| Membre                                                 | Teófila Martínez                |
| Membre                                                 | Abel Matutes                    |
| Membre                                                 | Sandra Moneo                    |
| Membre                                                 | Cristóbal Montoro               |
| Membre                                                 | José Miguel Ortí Bordás (es)    |
| Membre                                                 | Loyola de Palacio               |
| Membre                                                 | Félix Pastor (es)               |
| Membre                                                 | Manuel Pimentel                 |
| Membre                                                 | Josep Piqué                     |
| Membre                                                 | Gabino Puche                    |
| Membre                                                 | Luisa Fernanda Rudi             |
| Membre                                                 | María San Gil                   |
| Membre                                                 | Isabel Tocino                   |
| Membre                                                 | Federico Trillo                 |
| Membre                                                 | Alejo Vidal-Quadras             |
| Membre                                                 | Celia Villalobos                |